# ویلیام لارند
 ویلیام لارند (انگلیسی: William Larned؛ زاده ۳۰ دسامبر ۱۸۷۲ درگذشته ۱۶ دسامبر ۱۹۲۶) یک تنیس‌باز اهل ایالات متحده آمریکا بود.